# 브뤼케

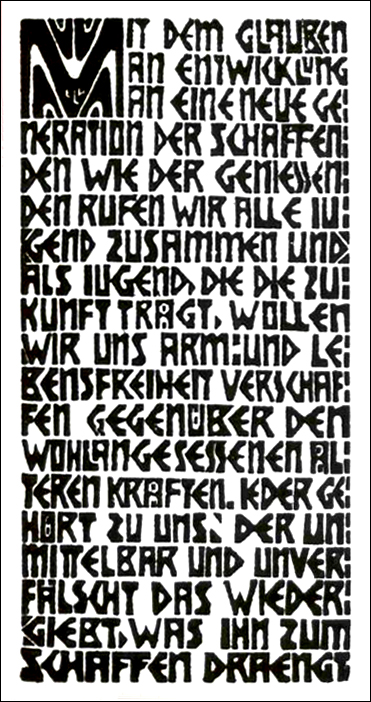
1906년 브뤼케 선언

브뤼케(독일어: Die Brücke) 또는 다리파는 드레스덴에 설립한 독일 표현주의 단체이다. 그룹의 명칭은 독일 각지에 있는 젊은 세대가 널리 결집하기 위하여 다리를 건넌다는 뜻으로 그러한 이름을 붙였다.
독일 표현주의의 최초의 그룹으로서 1905년 드레스덴 고등공업학교 건축과 학생들로 결성되었다. 키르히너, 헤켈, 슈미트 로틀루프를 창립멤버로 하는 이 그룹은 후에 활약 무대로서 베를린으로 옮겨가서 페히슈타인, 뮐러가 첨가되었다.